# Carpodacus subhimachalus
Il ciuffolotto dei ginepri (Carpodacus subhimachalus (Hodgson, 1836)) è un uccello passeriforme della famiglia dei Fringillidi.

## Etimologia
Il nome scientifico della specie, subhimachalus, si compone del prefisso di origine latina sub- ("sotto") e himachal, parola derivante dall'unione delle parole sanscrite hima ("neve") e acala ("montagna"), generalmente indicante la cordigliera più meridionale dell'Himalaya (monti Mahabharat).

## Descrizione

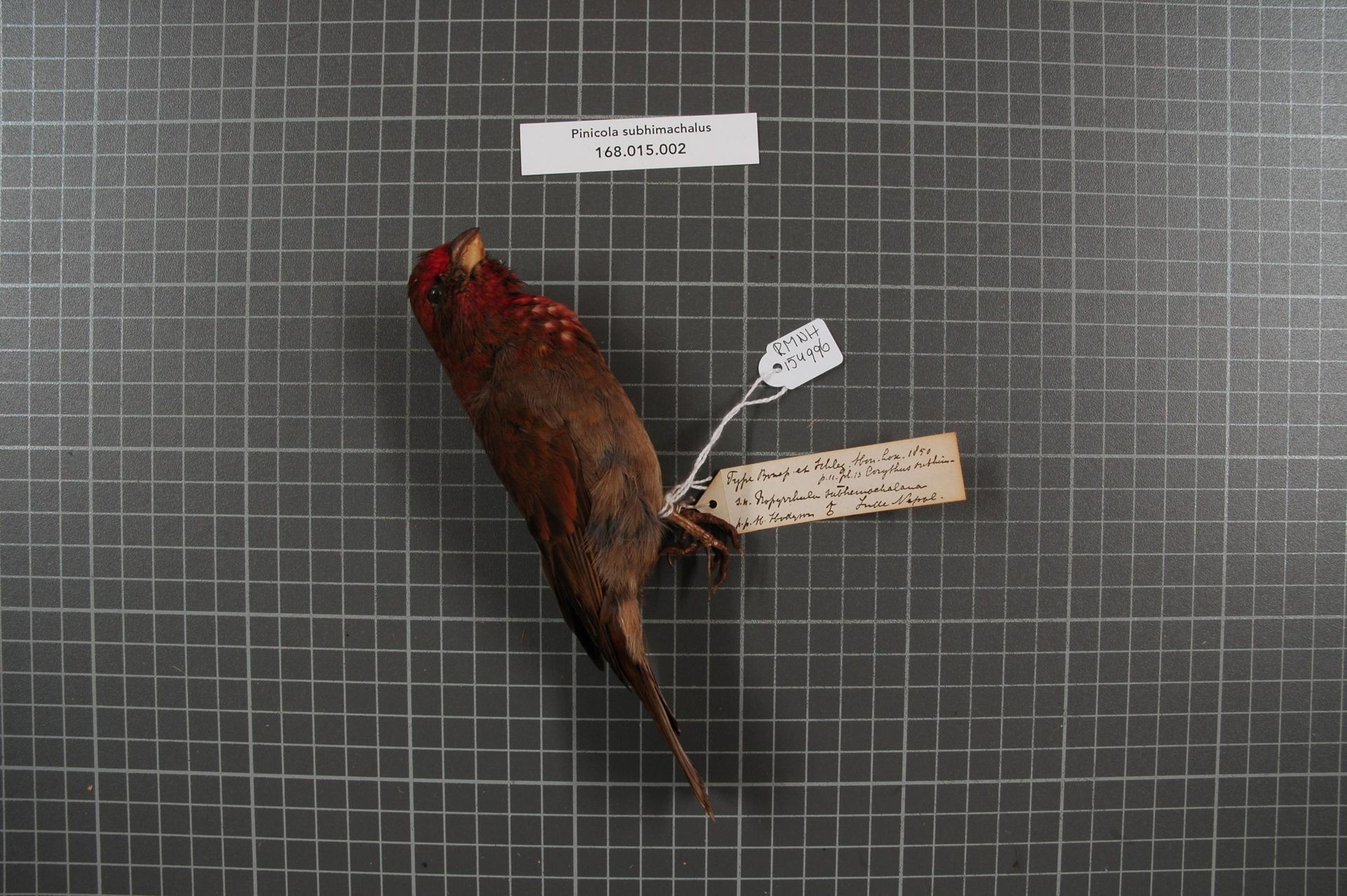
Maschio impagliato.

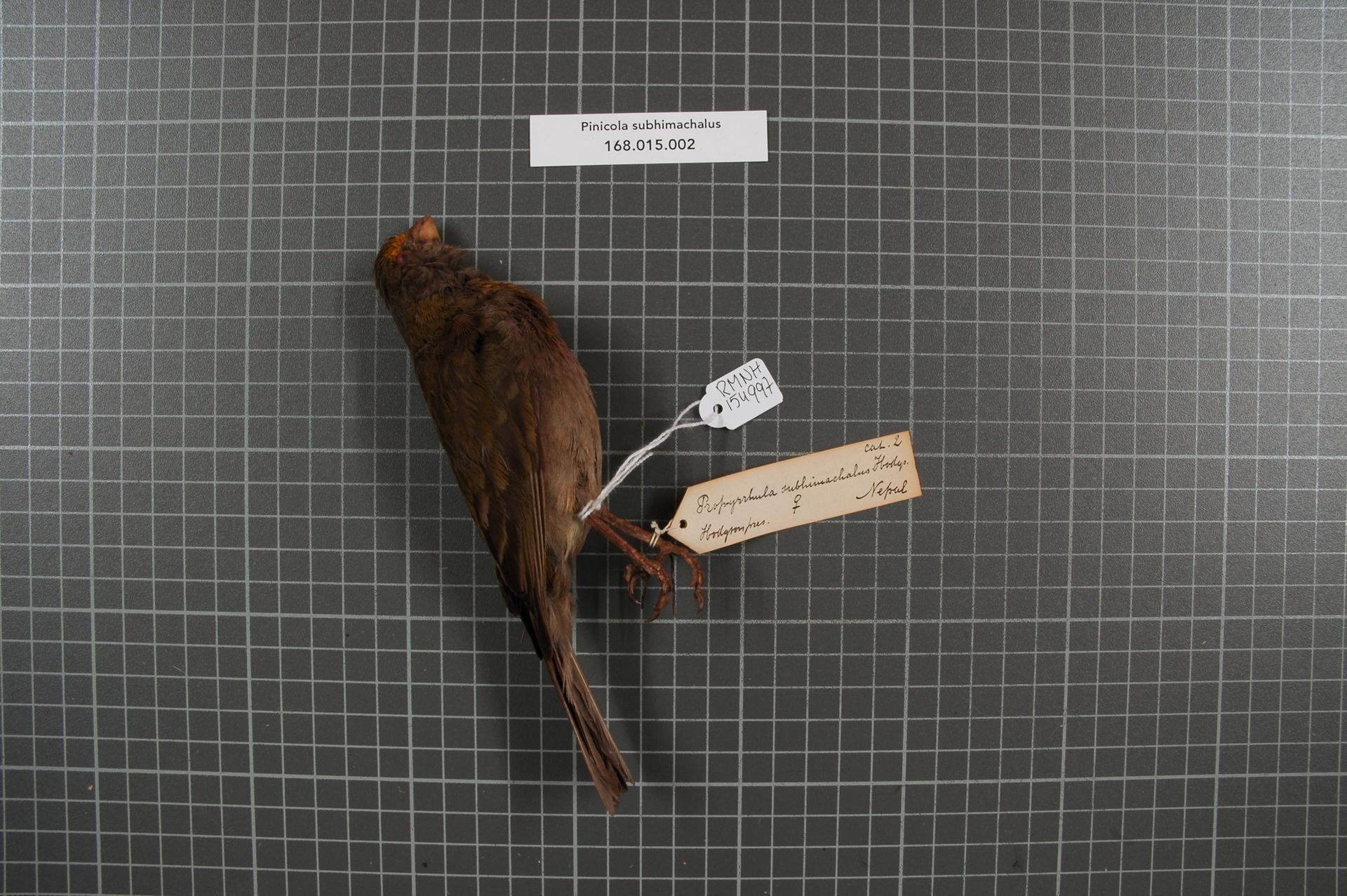
Femmina impagliata.

### Dimensioni
Misura 19–20 cm di lunghezza, per 44-50 g di peso.

### Aspetto
Si tratta di uccelli dall'aspetto robusto, muniti di testa tondeggiante con grandi occhi e becco conico breve ma robusto e arrotondato, ali allungate e coda dalla punta lievemente forcuta.
Il piumaggio presenta dimorfismo sessuale: nei maschi, fronte, gola e petto sono di colore rosso cremisi, mentre l'area dorsale è di un caldo colore bruno, con groppa e codione di color vinaccia, ventre e sottocoda biancastri, testa e fianchi grigi e ali e coda nerastre. Nelle femmine, invece, il pigmento rosso è assente, sostituito nell'area facciale e pettorale dal giallo zolfo, mentre la colorazione corporea tende al grigio piuttosto che al bruno. In ambedue i sessi, becco e zampe sono di colore nerastro (il primo con tendenza a schiarirsi divenendo color avorio sugli orli e alla base, specialmente nella parte inferiore), mentre gli occhi sono di colore bruno scuro.

## Biologia
Si tratta di uccelli diurni, che si muovono in coppie o in gruppetti passando la maggior parte del tempo fra i cespugli o al suolo alla ricerca di cibo, mantenendosi in contatto costante fra loro mediante richiami trillanti.

### Alimentazione

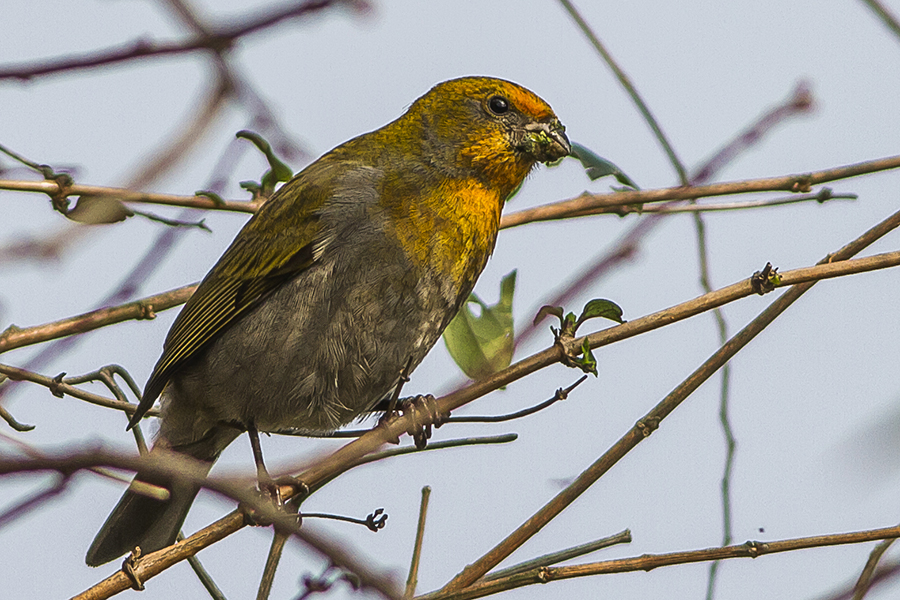
Femmina si alimenta in natura.

La dieta di questi uccelli è perlopiù granivora, componendosi in massima parte di semi, granaglie e pinoli, ma comprendendo anche bacche, germogli, boccioli e sporadicamente anche piccoli insetti.

### Riproduzione
Sono presenti solo informazioni parziali riguardo all'evento riproduttivo di questi uccelli: ad esempio, si sa che i maschi corteggiano le femmine (molto verosimilmente si tratta di una specie monogama) esibendosi in battaglie canore fra loro, e che il periodo riproduttivo si estende probabilmente da maggio ad agosto. Molto probabilmente, tuttavia, la riproduzione dei ciuffolotti dei ginepri non si discosta significativamente, per modalità e tempistiche, da quanto osservabile negli altri carpodacini.

## Distribuzione e habitat
Come il nome scientifico suggerisce, il ciuffolotto dei ginepri abita le pendici meridionali della catena dell'Himalaya, dal Nepal centrale al Bhutan nord-orientale ed all'Arunachal Pradesh e nella rispettiva zona di confine col sud del Tibet: lo si trova tuttavia anche in Cina meridionale (Sichuan meridionale, Yunnan nord-occidentale) e nel nord della Birmania. Alcune popolazioni svernano anche più a valle, nel sud del Bhutan ed in India nord-orientale (Meghalaya, Manipur e sud dell'Assam).
L'habitat di questi uccelli è rappresentato dalle aree submontane e montane a prevalenza di rododendro e (come intuibile dal nome comune) ginepro.

## Sistematica
Il ciuffolotto dei ginepri è stato a lungo classificato in un proprio genere monotipico, Propyrrhula, al quale viene ancora ascritto da alcuni autori col nome di P. subhimachala, mentre secondo altri andrebbe ascritto al genere Pinicola col nome di P. subhimachalus, sottintendendone uno stretto legame col ciuffolotto delle pinete: studi genetici hanno tuttavia evidenziato che ambedue le tesi non sono corrette, e che questo uccello è affine al genere Carpodacus, nel quale viene classificato a tutt'oggi.